# 那須川天心
那須川 天心（なすかわ てんしん、1998年8月18日 - ）は、日本のプロボクサー、元キックボクサー、元総合格闘家。千葉県松戸市出身。帝拳ボクシングジム所属。元WBOアジアパシフィックバンタム級王者。
2014年に15歳でキックボクサーとしてプロデビュー。2016年から2023年までRIZINと長期大型契約を結び、キックボクシングと総合格闘技の試合を並行して行う。2023年にボクサーに転向。弟はプロ格闘家の那須川龍心。

## 来歴

### アマチュア時代
5歳の時に極真空手を始める。弱虫だった那須川に礼儀をしっかり身につけさせるため父親がすすめた。最初の頃は嫌々で、稽古の途中で道場から逃げ出すこともあった。
幼稚園の時に初めて出場した大会で負けると、中途半端が嫌いな父親が発奮し、自宅での特訓を開始。那須川の格闘技漬けの生活が始まる。
特訓の成果が出て次に出場した県大会でオール一本勝ちで優勝。空手が面白くなるも、県大会以上では、ライバル南原健太がおり、那須川の倍近い体重で身長も高い南原には1度勝利しただけで他は全て敗北する。このため体重差の不利を覆して勝つために、ステップを駆使して「当てさせずに、当てる」練習を始め、これが那須川の試合スタイルのきっかけとなった。しかし全国大会の前哨戦となる最終選考大会で、またしても南原に敗れベスト32で終わるが、これまでの実績が考慮され全国大会の出場が決まる。
2008年10月、小学4年の時に全国大会に出場すると、決勝で南原と対戦する。体重53 kg（身長151 cm）の南原に対して、体重30 kg（身長134 cm）の那須川は体格差で不利であったが、再延長戦までもつれ込んだ接戦の末に、体重が10 kg以上軽い者が勝者となる体重判定の結果、那須川が勝利し全国優勝を果たした。
2009年、小学校5年で極真空手ジュニア世界大会で優勝。この頃「空手はやりきったかなと思っていたときに、テレビでキックボクシングを見て、それに憧れてキックに転向した」と後に語っている。尚、転向を決めた後に、あえて上の階級で試合に出場して南原と対戦、最後だと思い正面から打ち合い完敗している。
2010年3月14日、WINDY Super Fight Vol.2にて大田原虎仁と対戦。当時の那須川はまだキックに転向して間もない頃で、大田原にも一度負けていたが、3-0の判定勝ちでリベンジ成功。
6月13日、WINDY Super Fight Vol.3にて初の国際戦でオンリー・イサーンロンブに0-2の僅差判定負け。
8月1日、ムエロークジュニア35kg級トーナメント決勝戦で伊藤紗弥と対戦。肘打ちの禁止以外はプロテクターも着けないプロと同じルールで3-0の判定勝ちで優勝。キック転向後、初のタイトル獲得となった。
11月14日、M-1FAIRTEX SINGHA BEER ムエタイチャレンジ NAI KANOMTOM vol.4にて安保璃紅と対戦。那須川がジュニア時代に唯一名指しで対戦希望した極真世界ジュニア王者対決となり、3-0の判定勝ち。
2012年4月15日、第1回藤原敏男杯 2012全国大会にて50kg級で優勝。
2月25日、ビッグバン〜統一への道〜 其の八のオープニングファイトにて武居由樹と対戦し、1-1の判定でドロー 武居由樹との戦績は3勝0敗1分
6月3日、ビッグバン〜統一への道〜 其の九のオープニングファイトにて50kg契約2分3Rで西京春馬と対戦し、3-0の判定勝ち。
2013年2月24日、ビッグバン〜統一への道〜 其の十二にて秋元皓貴とエキシビジョンマッチを行った。那須川は「大人に技が当てられない」こんな凄い選手がいるのだと驚き、秋元のようにどんな技でも倒せる選手を目指すようになったと語っている。
2月22日、シュートボクシング後楽園ホール大会にてGirls S-cup 2012世界王者RENAのプライベートレッスンが受けられるチケットに抽選で当選。まだプロデビュー前の中学2年生だったが雑誌の企画でRENAと対談した。
3月31日、藤原敏男杯 2013全国大会にて55kg級で優勝し、前年の50kg級に続く連覇を達成。
4月29日、第24回全日本新空手道選手権大会「G-1 GRAND PRIX2013」にてG-3グランプリ60kg以下級で優勝。
2014年2月11日、No Kick, No Life 2014にて新日本キックライト級王者・石井達也とエキシビジョンマッチを行った。
アマチュアキックボクシング戦績は105戦99勝5敗1分37KO。KAMINARIMON、Bigbang 、全世界アマチュアムエタイ選手権、ムエローク、M-1ムエタイチャレンジ、MAキック、藤原敏男杯など数々のアマチュア全国大会・世界大会のタイトルを総ナメにして獲得し、『ジュニアのパウンド・フォー・パウンド最強』と称された。
3月、中学校卒業と同時に出稽古で面倒を見てもらっていた伊藤隆主宰のジム・TARGETに所属。ポイントではなくKOを奪うパンチや蹴りの技術を教え込まれた。
格闘技に集中できるよう、授業が午前中のみで終わる4年制の高校に進学。

### プロキックボクシング時代
7月12日、RISE 100 〜BLADE 0〜にて、アマチュア時代の実績から対戦相手がなかなか決まらないなかで、プロデビュー戦をRISEバンタム級7位の現役ランカーである有松朝と行い、1R58秒でKO勝ち。
11月16日、RISE 102にて、RISEバンタム級5位の九島亮と対戦し、判定勝ち。那須川は、どんな攻撃を当てても絶対に諦めなかった九島と試合したことで、プロの世界が甘くないことを教えられ自身が大きく変わることができたと振り返っている。
12月29日、BLADE旗揚げ戦であるBLADE.1に参戦。キム・ジンミンと対戦し、圧倒して1RKO勝ち。
2015年3月21日、RISE 104にて元シュートボクシング日本スーパーバンタム級王者・藤本昌大と対戦し、一方的に打ちのめして1RKO勝ち。試合後のマイクパフォーマンスで「次はタイトルマッチどうですか？村越選手、やりましょう」とRISEバンタム級王座挑戦をアピールした。

#### RISEバンタム級王座獲得
5月31日、RISE 105にて、RISEバンタム級王者・村越優汰に挑戦。1R終盤にダウンを奪うと2Rに3度のダウンを奪ってKO勝ち。

#### BLADEトーナメント優勝
8月1日、BLADE.2にてBLADE FC JAPAN CUP -55kgトーナメント2015に参戦。1回戦でDEEP☆KICK 55kg級王者・鈴木真彦と対戦し1RKO勝ち。続く準決勝でREBELS NEW RAIDERSトーナメント-55kg級王者小笠原裕典と対戦し、3R失神KO勝ちすると、決勝ではシュートボクシング日本スーパーバンタム級王者・内藤大樹と対戦し、1Rに左ハイキックでダウンを奪うと、さらに三日月蹴りとパンチの連打でKO勝ちで優勝した。
11月8日、RISE 108にてマイク・アラモスと対戦し、1RKO勝ち。試合後「年末にもう一勝負したいんですが、RIZINに是非とも僕を出してもらえませんでしょうか？RIZINの笹原さんが来ているので是非出してください」と、リングサイドで観戦していた笹原圭一にRIZIN参戦をアピールした。
2016年1月31日、RISE 109にてマノリス・カリシスと対戦。試合開始早々に漫画『グラップラー刃牙』の主人公・範馬刃牙の『トリケラトプス拳』を真似るなど余裕を見せ、3-0の判定勝ち。試合後にKO出来なかったことに対して「僕らしくない試合をしてしまいました。すいませんでした。今日の試合で自分がまだまだだと改めて実感しました」と述べた。
3月12日、NO KICK NO LIFE 2016にてプロ転向後は初となる首相撲からのヒザ蹴りに制限の無いルールで宮元啓介と対戦。1Rに首相撲にも対応してみせると、2Rに飛び膝蹴りでKO勝ち。

#### ISKAオリエンタルルール世界バンタム級王座獲得
3月26日、RISE 110にてISKAオリエンタルルール世界バンタム級王座決定戦でフレッド・コルデイロと対戦。2Rにはカウンターの膝蹴りでダウンを奪うと、4Rにバッティングを右目に浴び苦戦したものの、3-0の判定勝ちで、世界王座を獲得した。試合後の精密検査の結果、眼と左拳に異常は無かった。
5月29日、RISE 111にてタリック・トッツと56kg契約で対戦し、2Rに三日月蹴りでKO勝ち。
8月7日、中国のキックボクシング団体Kunlun FightとREBELSの共催で、初の日本大会KUNLUN FIGHT 49×REBELS.45に参戦。「中国の55kgで一番強い選手と戦いたい」との那須川の要望で、散打王者のリン・ビンと対戦。開始早々に三日月蹴りでダウンを奪うと、ボディへの膝蹴りで1RKO勝ち。
9月25日、RISE 113にてRISEバンタム級王座の初防衛戦で、挑戦者決定トーナメントを勝ち上がってきた前王者村越優汰と再戦し、2-0の判定勝ちで初防衛に成功。試合後KO出来なかったことに悔し涙を見せた。
12月5日、KNOCK OUTの旗揚げ戦にて、ムエタイのルンピニー・スタジアムスーパーフライ級王者ワンチャローン・PKセンチャイジムと55kg契約、プロキャリアで初の肘打ち有りのルールで対戦した。本来であれば2階級下の現役チャンピオンであるワンチャローンが相手であったが、那須川に合わせる形の契約体重で行われた。体格差で押し込む展開から、1R2分28秒にバックスピンキックでKO勝ち。試合後に那須川は涙を浮かべ「タイの現役チャンピオンを倒すことができました。相手がいたからこそ練習を頑張ることができました。一つだけ言わせてください。俺が日本の那須川天心だ！」とマイクで興奮気味にアピールした。

### RIZINと契約
2016年、日本最大の格闘技団体、『RIZIN』と長期大型契約を結んだ。
12月29日、RIZIN FIGHTING WORLD GRAND-PRIX 2016 無差別級トーナメント 2nd ROUNDにてRIZINデビュー戦を行い、総合格闘技（MMA）ルールのデビュー戦で、テコンドーヨーロッパ選手権王者・2016年度 MMAウクライナ大会 銀メダリストのニキータ・サプンと56.7kg契約で対戦。打撃で攻めたところを隙を突かれ下から腕ひしぎ十字固めを極められ負傷したものの、パウンドの連打でKO勝ちを収めた。試合直後のマイクパフォーマンスで、那須川は「もう1試合組んでください」と2日後の大晦日大会への参戦をRIZIN統括本部長の高田延彦に対して直訴し、負傷した右腕のドクターチェックをクリアすると、怪我の経過を１日待てと主張するRIZIN側に対して「今、発表してください」と訴え、大晦日大会への参戦にこぎつけた。
12月31日、RIZIN FIGHTING WORLD GRAND-PRIX 2016 無差別級トーナメント FINAL ROUNDにて、29日のバックアップファイターだったカウイカ・オリージョと対戦し、左腕をオリージョの首に巻き付けてニンジャチョークでタップを奪い一本勝ちを収めた。試合後、『自分たちの利益のために、那須川のRIZIN参戦や総合格闘技挑戦に反対して足を引っ張ったキックボクシング関係者達』がいたことを明かし、「反対意見の人は今日や昨日の試合を見ればわかってもらえると思います。僕の名前が上がればRIZINの名前も上がるし、キックの名前も上がる」と語った。また同じ大会に出場した、キックボクシングから総合格闘技に転身した先駆者のミルコ・クロコップは「彼のことを知らなかったのですが、彼の才能に驚きました。真剣に節制して一つの道を歩めば、MMAを背負うスターになれるはずです」とコメントした。
2017年2月12日、KNOCK OUT vol.1にてアムナット・ルエンロンと56.5kg契約で対戦した。ムエタイ、ボクシングのキャリアのほとんどを3階級下のフライ級で戦ってきたアムナットとの体格差は大きかったが、序盤はやや慎重な展開となり、4Rにボディへのフックでアムナットからダウンを奪ってKO勝ちを収めた。
4月16日、RIZIN 2017 in YOKOHAMA -SAKURA-にてMMAルールでフランシスコ・ギリオッティと対戦。1R67秒でKO勝利を収めた。
5月20日、RISE 117にてISKAの指名試合でISKAムエタイ欧州バンタム級王者ライアン・シェーハンと対戦。左ボディストレート一撃で1RKO勝利を収め、ISKAオリエンタルルール世界バンタム級王座の初防衛に成功した。試合後のリング上で才賀紀左衛門から「K-1ルールでもRISEルールでもRIZINのMMAルールでもいいんで俺と試合やろうよ」と対戦要求されると「やっちゃいます」と対戦を受諾した。
7月30日、RIZIN FIGHTING WORLD GRAND-PRIX 2017 1st ROUND -夏の陣-にて57kg契約で才賀紀左衛門と1Rはキックボクシングルール、2Rは総合格闘技ルールのミックスルールで対戦し、才賀のヒザ蹴りに左ストレートをカウンターで合わせ、1R失神KO勝ちを収めた。
8月20日、KNOCKOUT vol.4にて元ルンピニー・スタジアム2階級制覇王者ウィサンレック・MEIBUKAIと対戦。2Rに飛び膝蹴りでウィサンレックの目尻を切り、3R流血によるドクターストップでTKO勝ちを収めた。
10月15日、RIZIN FIGHTING WORLD GRAND-PRIX 2017 1st ROUND -秋の陣-にてアマチュアボクシング5冠王の藤田大和と総合格闘技ルールで対戦。白熱した展開となり、3-0の判定勝ちを収めた。
11月23日、RISE 121 〜RISE DEAD OR ALIVE -57kg TOURNAMENT 2017〜にてイグナシオ・カプロンチとRISEバンタム級王座2度目の防衛戦で対戦するはずであったが、カプロンチが前日計量で800g体重超過したためノンタイトル戦で実施され、3Rに3度のダウン奪ってKO勝ちを収めた。
12月31日、RIZIN FIGHTING WORLD GRAND-PRIX 2017 Final ROUNDの「Cygames presents RIZIN KICK ワンナイトトーナメント」に出場し、準決勝でラウェイ王者の浜本"キャット"雄大と対戦し、2Rに飛び膝蹴りでKO勝ち。
同日、決勝戦では藤田大和と対戦し、1Rに3度のダウンを奪いTKO勝ちでトーナメント優勝を果たした。
2018年2月12日、KNOCK OUT FIRST IMPACTにて、プロムエタイ協会スーパーバンタム級王者のスアキム・シットソートーテーウと対戦し、5R3-0判定勝ちを収めた。
5月6日、RIZIN.10で、総合格闘家の中村優作とキャリア最重量の58kg契約のキックボクシングルールで対戦し、合計4度のダウンを奪って2RKO勝ち。最初のダウンを奪った胴回し回転蹴りは世界中のメディアで神技と称賛され報じられた。

#### RISE世界フェザー級王座獲得２階級制覇達成
6月17日、RISE 125にて、RISEバンタム級(-55kg)王座を返上してフェザー級(-57.15kg)に階級を上げ、初代RISE世界フェザー級王座決定戦で、ルンピニーとラジャダムナンの両スタジアムでスーパーフェザー級1位のロッタン・ジットムアンノンと対戦し、5ラウンドでは決着が付かず延長戦の結果、那須川の判定勝ち。バンタム級に続いて2階級制覇を達成した。

#### RIZINで堀口恭司と異種格闘技戦・ドリームファイト
9月30日、RIZIN.13にて、堀口恭司とキックボクシングルール(58kg契約)で対戦。元UFC世界フライ級3位でRIZINバンタム級GP2017優勝者という総合格闘技界・RIZINのスーパースター堀口恭司と、キックボクシング界・RIZINのスーパースターの那須川天心が対戦するというドリームファイトが行われた。総合格闘技ルールではなくキックルールになった経緯は、堀口が「総合格闘技ルールだったら僕があっという間に那須川君をKOしてしまい勝負にならないので、那須川君のルールでやった方がいい」と言ってルール面で譲歩したため。試合はハイレベルな攻防が繰り広げられ、一進一退かつ僅差で白熱する展開となり、那須川の蹴りが堀口の金的に何度も入り堀口が失速するアクシデントがあったが、那須川が判定勝ちを収めた。試合直後、リング上で那須川は「試合を通じて成長できたのも堀口選手のおかげです。人間とじゃなく獣と戦っているみたいでした。一歩間違えば危ないところでした」とコメント。RIZIN.13の一夜明け会見でも「RIZINじゃないと出来なかった試合で、夢のような時間でした」と語った。
11月17日、RISE 129にて、1年前のRISE Dead or Alive -57kgトーナメントで優勝して那須川への挑戦権を獲得した、前シュートボクシング日本スーパーバンタム級王者内藤大樹と-57kg契約で対戦。1Rに3回のダウンを奪い1分59秒TKO勝ち。

#### RIZINでボクシング5階級制覇王者と階級を超えたビッグマッチ
12月31日、RIZIN.14において、プロボクシングの元世界5階級制覇王者のフロイド・メイウェザー・ジュニアと、ボクシングルール3分3ラウンドのエキシビジョンで対戦。この試合は那須川が不利となる大きな体重差があり、さらに那須川が人生初のボクシングルールであったことから、RIZIN運営はメイウェザー陣営に1Rごとに数発のキックを許可するルールを提案して話を進めていたが、メイウェザー陣営が最終的に拒否。試合直前の29日にはメイウェザー陣営によってキック1発につき500万ドル（当時のレートで約5億5000万円）の違約金が設定された。メイウェザー陣営はアントニオ猪木対モハメド・アリ戦で、ボクサーのモハメド・アリが猪木に蹴り続けられて足を負傷して歩けなくなり、病院で左足が駄目になる寸前だったと診断された前例を重視し、ボクサーが蹴りありルールで戦うリスクを避けたとみられている。リングに上がった両者の体重差は公式計量時点で4㎏の差があった（※ナチュラル体重で計量をクリアした那須川に対して、メイウェザーだけが体重を戻すため、当日はさらに体重差が広がった）。試合はメイウェザーの左フックで生涯初のダウンを喫し、その後もダウンを奪われると、タオルが投げ込まれTKO負け。那須川はその場に崩れ涙した。。
2019年2月、フロイド・メイウェザー・ジュニアがインタビューで、「4月のRIZINで那須川とメイウェザー・プロモーションズに所属するWBA世界スーパーフェザー級スーパー王者ジャーボンテイ・デービスをエキシビジョンで対戦させる計画がある」と語っていたが、最終的には実現しなかった。
2019年3月10日、階級をさらに1 kg重い58kgに上げてRISE WORLD SERIES 58kg世界トーナメント2019に参戦し、1回戦でWKNムエタイ58kg級世界王者フェデリコ・ローマと対戦し、3Rに左ハイキックでKO勝ち。7月21日の大阪での準決勝に進出した。KO勝ち直後は初代PRIDEライト級王者五味隆典の真似をしてコーナーポストに登って大歓声を浴びた。
4月21日、RIZIN.15で59kg契約でWBCムエタイ・フィリピン・フェザー級王者フリッツ・ビアグタンと対戦し、3RKO勝ち。

#### ISKA世界フェザー級王座獲得（世界三冠達成）
6月2日、RIZIN.16にてISKA世界フェザー級王座に挑戦。当初、ISKAフリースタイルルール世界フェザー級王者アメッド・フェラージに指名試合として挑戦予定だったが、試合まで2週間を切った所でフェラージが「那須川に勝てる自信がない。試合はやれない」などと対戦を拒否したため、ISKAがフェラージの王座を剥奪。代わりにISKAフリースタイルルール世界バンタム級王者マーティン・ブランコと空位の世界フェザー級王座決定戦を行い、2R 3ノックダウンKOで勝利し世界三冠を達成した。
7月21日、エディオンアリーナ大阪にてRISE WORLD SERIES 58kg世界トーナメント2019準決勝で現役ルンピニースタジアムスーパーフェザー級王者スアキム・シットソートーテーウと対戦し、3Rに胴回し回転蹴りでスアキムが額をカットしドクターストップでTKO勝ち。9月16日の決勝に進出した。
9月16日、幕張メッセ・イベントホールにてRISE WORLD SERIES 58kg世界トーナメント2019決勝で現ISKAムエタイ世界バンタム級王者の志朗と対戦、3Rを終えて3-0のフルマークで勝利し、優勝を果たした。
12月31日、さいたまスーパーアリーナにて行われたRIZIN.20のメインイベントで江幡塁と対戦。自ら「アクセルキック」と命名した回転蹴りなどを見せ、1Rに3度ダウンを奪ってKO勝ち。
2020年9月27日、RIZIN.24で皇治と対戦し、3R判定勝ちを収めた。
2020年12月31日、RIZIN.26で、ロッタンに勝利しているクマンドーイ・ペットジャルーンウィットと対戦し、3R判定勝ち。
2021年4月、2022年3月の試合を最後にキックボクシングを引退してボクシングに転向することを発表した。
2021年6月、RIZIN.28で、那須川自身の提案により、対戦相手が1R目は大﨑孔稀、2R目は HIROYA、3R目は総合格闘家の所英男という、1Rごとに対戦相手が入れ替わるキックボクシング特別ルールを行い、3R時間切れの引き分け。
2021年12月31日、RIZIN.33で元PRIDEライト級王者の五味隆典とボクシングルールのエキシビションマッチで対戦。2Rで決着が付かず規定により引き分け。RIZINとの契約は武尊戦などを含めまだ1年ほど続くが、現時点でRIZIN大会では区切りの試合となることから、試合後マイクで「僕はずっとRIZINが大好きで…、もう本当にRIZINが大好きなんです。RIZINファンの皆さん、僕を暖かく迎えてくれてありがとうございました。まだ何者でもなかった僕にチャンスを与えてくれたRIZIN関係者の皆さん、榊原さん、本当にありがとうございました」と、涙を流しながらに話した。また最後に、リングに上がったRIZIN選手達によって那須川は胴上げされた。

#### 武尊との対戦
2021年12月24日、都内で記者会見が行われ、2022年6月にK-1史上初の三階級王者で現スーパー・フェザー級王者の武尊と対戦することが発表された。
2022年6月19日、東京ドームで開催されたTHE MATCH 2022のメインイベントで新生K-1王者の武尊と対戦。1回終了間際にカウンターの左フックでダウンを奪い、5-0（29-28、30-28×3、30-27）の判定勝ちを収め、キックボクシングラストマッチを白星で飾った。

### ボクシング時代
2022年、帝拳ボクシングジムに入門。2023年2月9日、プロテストは58.0kgでB級ライセンスを受験。試験は後楽園ホールで行われ、テレビカメラ8台、100人に迫るメディアが駆けつけ、筆記試験並びに日本バンタム級1位の南出仁（セレス）と3ラウンドのスパーリング、1ラウンドのシャドーボクシングを行い合格を果たした。
2023年4月8日、日本バンタム級4位の与那覇勇気とスーパーバンタム級6回戦でプロデビュー戦を行い、3-0（60-53×2、59-54）の判定で勝利した。この勝利でOPBF東洋太平洋スーパーバンタム級8位、日本スーパーバンタム級7位にランクされた。
2023年9月18日、メキシコ・バンタム級王者ルイス・グスマンと123ポンド契約8回戦を行い、3-0（80-70×3）の判定で勝利した。この勝利でOPBF東洋太平洋スーパーバンタム級7位にランクインし、WBC世界スーパーバンタム級39位にもランクインし、初の世界ランク入りを果たした。
2024年1月23日、WBA世界バンタム級14位のルイス・ロブレスと対戦し、4R開始前にロブレス側が脚の負傷を理由に棄権したためボクシング転向後初のKO勝ちを収めた。この勝利で日本スーパーバンタム級4位、WBOアジア太平洋バンタム級1位にランクインし、WBA世界バンタム級7位、WBC世界バンタム級13位、WBO世界バンタム級11位にもランクインした。
2024年7月20日、WBA世界バンタム級4位のジョナサン・ロドリゲスと対戦し、3回1分49秒TKO勝ちを収めた。この勝利でWBA世界バンタム級2位、WBC世界バンタム級3位にランクインした。
2024年10月14日、WBOアジア・パシフィック・バンタム級王座決定戦で同級2位のジェルウィン・アシロと対戦し、3-0（97-92、98-91×2）の判定で勝ちを収め、同級王座のベルトを獲得した。ボクシング転向5戦目で初タイトル獲得となった。この勝利でWBO世界バンタム級7位、IBF世界バンタム級14位にランクインした。
2025年2月24日、元WBO世界バンタム級王者ジェイソン・モロニーと対戦し、3-0（97-93×2、98-92）の判定で勝利を収めた。この勝利でWBC世界バンタム級1位、IBF世界バンタム級4位にランクインした。
2025年4月17日、WBOアジアパシフィックバンタム級王座を返上。
2025年6月8日、WBA世界バンタム級6位のビクター・サンティリャンと対戦し、3-0（99—91×2、100—90）の判定で勝利を収めた。

## 人物・エピソード
名前の天心は「天に心を持つ。天のような大きな心を持ち、感謝の気持ちを忘れない人間になってほしい」との思いを込めて父・弘幸により名付けられた。
小学校のマラソン大会で6年間連続で1位で、短距離走も1番だったと自著で語っている。また学校を代表して陸上大会に出る話もあったが、空手で忙しく大会に出ることはなかった。
高校在学時に所属したジム「TARGET」のプロ練習は午後1時に開始だったため、格闘技に専念するため授業が三部制で4年制の千葉県立松戸南高等学校午前部に転校した。
プロスポーツをやるために松戸南高等学校を選択したケースは那須川が初めてだったが、十分なトレーニング時間が取れたこともあり、自らが活躍することで母校に恩返しをしたいという。
ディフェンスなどに関しては「相手の拳を見る人が多いけど、攻撃する時には肩がちょっと動く」と相手の肩の動きで予測しているという。また対戦相手を研究することはほぼ無く「研究しても、試合でその通りに攻めてくるとは限らないので。リング上で、初めて分かることも多いですし。」と語っている。
プロデビュー前のジュニア時代には「スーパー高校生」、「ジュニアのパウンドフォーパウンド」などと称された。
プロデビュー当初は試合体重の55 kgぐらいであれば直ぐに落とすことができたため、本格的な減量をしなかった。2016年までは減量で体調を崩すなど、知識が素人同然であったが、2017年5月の試合から水抜きをはじめとする専門的な減量を取り入れ劇的に楽になった。
プロ2戦目では対戦相手に三日月蹴りを蹴られると、「やり返してやろう」とそれまで一度も練習したことがなかった三日月蹴りを蹴ってダウンを奪ってKO勝ちしている。
アムナット・ルエンロン戦では、漫画『グラップラー刃牙』の主人公・範馬刃牙の技の一つ『トリケラトプス拳』のポーズを見せた。刃牙の原作者板垣恵介はたびたび那須川の試合をリングサイドで観戦しており、2018年7月から放送のテレビアニメ第2作『バキ』最凶死刑囚編の第2クール目のオープニングのモーション・アクターを那須川が担当した。
サッカー選手の本田圭佑を憧れの人物に挙げており、「本田選手より凄い選手になると決めている。やがてムエタイにも挑戦したい。最強を目指して格闘技界を引っ張っていける選手を目指します」と語っている。
お化け屋敷が大の苦手で、富士急ハイランドのお化け屋敷「絶凶・戦慄迷宮」に友達と入るも、すぐにリタイヤし外に出してもらっている。また「ケンカはやったことがないし、人を殴ったりするのが好きじゃない」とし、あくまでもスポーツとしての格闘技を好む。薄いグローブを初めてはめた時に、パンチをもらったときのことをまず心配し、KO勝ちをしても「これで倒れるなら、自分がもらったら効くんだな」 という思考をしている。
元々身体が硬かったが、プロになってからフィジカル・トレーニングに通い始めると、腕立て伏せから飛び跳ねて、胸と背中で交互に両手をタッチしたりするなどのアクロバティックな動きができるようになった。主戦場とするRISEを含めて首相撲を制限または禁止するキックボクシング団体が増えているなか、首相撲は崩しのテクニックとして使え、体幹も強くなるとして、首相撲のトレーニングを取り入れている。
アマチュア時代の一時期に同門だった平本蓮は現在でもセコンドに就いたり一緒に練習しており、お互いを「永遠のライバルで親友」と認め合っている。極真空手時代のライバルである南原健太とは那須川が史上最年少でRISE王座を獲得し、南原が史上最年少での極真世界大会出場を懸けた全日本ウェイト制空手道選手権2015の前に、エールを送り合っており、極真時代は体重が南原の60 kgに対して那須川は30 kgと倍以上の体重差があったため、那須川は「正面で打ち合っても勝てないのでスピードと返しのテクニックを学んだ。今のスタイルがあるのは健太のお陰」と語っている。WPMFムエタイ女子世界ピン級王者・伊藤紗弥は対談時に、「天心のことは今でもライバル。天心より先に世界王座を取ると意識して競い合ってきた」と語っている。史上最多アマチュアボクシング高校女子タイトル5冠制覇中の並木月海は極真時代のライバルで幼馴染でもあり、現在も家族ぐるみで付き合いがある。1歳年下で日本人史上初めてアマチュアボクシング世界ユース選手権で優勝を果たした堤駿斗は空手家時代から那須川と家族ぐるみで交流しており、堤のキックボクサー時代はTEAM TEPPEN所属だった。堤は「天心はプロボクサーとしても充分に活躍できる実力。いつも『当たり前』と考えているレベルが高い次元にある」と評している。
格闘技界を変えたいといい「ひとりで出来るとは全然思っていない。選手みんなで大会を盛り上げてこそ、実現できることだと思っている」と語っている。
妹の梨々も2018年6月17日にプロキックボクサーとしてデビューした。弟の龍心もプロ格闘家として活躍している。
血液型はB型。手芸が趣味。
被災地への寄付活動や、「天心ファミリープロジェクト」として児童養護施設を支援。さらには地元松戸市でのお祭り開催による地域活性化に貢献してきたことから、2024年11月7日、社会貢献に活躍したスポーツ選手や団体を表彰する『HEROs AWARD 2024』の受賞者に選出された。

### キックボクシングキャリアを振り返るエピソード
那須川は、「今までキックボクシングで戦った対戦相手の中で一番強かった選手は誰？」という質問に、武尊やロッタンなどのキックボクサーではなく、「（RIZINの総合格闘家の）堀口恭司選手です」と答えている。実際にRIZINで堀口と戦った翌日の会見でも、「人間とじゃなく獣と戦っているみたいでした。一瞬でも間違えば危ないと感じました」と話している。また堀口については別の機会にも、過去に堀口と練習した時のことを語っており、「以前から『立ち技格闘技のトップ選手たちが堀口恭司選手のいるジムに行って、みんなボコボコにされている』とか、『堀口恭司は超ヤバい』とか、『（どのボクサーもキックボクサーも）みんな、打撃で堀口の相手にならない』という話を本当にたくさんの選手から聞いていました。それで自分も堀口さんのジムに行って実際スパーリングをさせてもらったら、「あ、ヤバい…」と。これは色んなところで言っているのですが、今までスパーリングをした全選手の中で、手を合わせて「あ、ヤバい…」と思った選手は堀口恭司さんだけです」と話している。

### 父親とのエピソード
那須川は、父・弘幸が仕事をセーブしてほぼつきっきりで、大会で優勝してもいつもの動きが出来ていないと、帰宅後すぐ食事も取らずに何時間でも反復練習をやらされるなどの、「親子じゃなかったら出来ない」「普通はそこまでできない」と自他ともに認める厳しい練習漬けの日々で育てられた。那須川は「父親のプレッシャーは本当にすごかった。タイトルマッチや大舞台のプレッシャーですら、父親のプレッシャーに比べると大したことないと感じてしまう」と語っている。
入場曲には矢沢永吉の『止まらないHa〜Ha』を使用している。弘幸が矢沢永吉の大ファンで、那須川も入場曲に使いたかったが、「お前はまだこの曲を使う器じゃない」と止められていたため、弘幸から許可が降りるまで使用しなかった。
キックボクシング転向後はジムに所属せず、いくつかのジムへ出稽古に行っていたが、出稽古先でアマチュアボクシング選手の岡本祐爾を紹介されると、岡本にボクシングのトレーナーを頼むようになり、近所の体育館を週に1回借りて父親と岡本と那須川の3人で練習するTEAM TEPPENを結成した。その後、TEAM TEPPENでは一般の子供たちも指導するようになり、数々のジュニアチャンピオンを輩出している。中学時は週に1〜2回の出稽古以外は自宅またはTEAM TEPPENで父親と練習に励んだ。

### UFCからの評価と勧誘
UFCから参戦オファーをもらっていた。UFCは総合格闘技の練習を始めて半年に満たない那須川に対して6万ドルという好待遇オファーをしており、総合格闘技で実績豊富な日本国内の総合格闘家たちを差し置いて、「ぜひ欲しい」と那須川に対して熱意を持った評価をしている。
総合格闘技とキックボクシングの世界的な名門アメリカン・キックボクシング・アカデミーのタイ支部オーナーである元UFCファイターのマイク・スウィックが、業務提携している新宿レフティージムの浜川憲一代表に「日本に良い選手がいたら紹介してほしい」と電話をしたところ、那須川は新宿レフティージム所属ではないものの那須川には世界で活躍してほしいという浜川の思いから推薦され、2015年9月のUFC日本大会に合わせて来日したスウィックの前で練習を行った。那須川は練習中に腰を痛めて蹴れない状態であったが、スウィックから「ステップのスピードがボクシングの王者クラス。コンビネーションも良い。あと2年で無敵になる。アメリカのペイ・パー・ビュー放映権料は桁違いに大きいので、彼なら1試合で5〜12億円を稼げる選手になる」と絶大な評価を受け、翌月にはスウィック率いるタイのAKAタイランドで直接指導を受けた。

### ボクシングからの評価と勧誘・自己評価
WBC世界スーパーバンタム級名誉王者西岡利晃は2011年1月15日の自身のブログにて当時まだ小学生だった那須川を「未来のチャンピオン」と紹介し、ボクシング転向と帝拳ジム入門の勧誘をしている。
WBC世界スーパーフェザー級王者三浦隆司は「那須川君には注目している。パンチの技術もパワーもすごい。ボクシングをやったとしても世界チャンピオンに絶対なれる。それぐらいのパンチがある」と評価している。
西岡利晃、三浦隆司ら4人のプロボクシング世界王者を育てた元帝拳ジムの名匠トレーナー・葛西裕一は「天心の素質は西岡よりも上。ボクシング界でもそうはいない。ボクシングでも短い戦績ですぐ世界王座を取る才能がある」「天心は3～4回だけ練習していた技を普通に試合で出して倒してしまう非凡さがある。教えると何でもすぐ出来てしまうので教えていて楽しい」「技術は既にほとんど理解しているので細かい指導はしていない。相手の攻撃をもらわない目、距離感、ジャブの使い方が天才的なのでジャブを打たせられる」「WBC世界ライトフライ級王者木村悠が世界戦を控えていた時、当時まだ高校生だった天心とスパーリングさせた。天心は体格的に本来スーパーフライ級とはいえ、ライトフライ級の木村とは体格差があるので『パワーではなくテクニックで勝負しろ』と指示してやらせた。世界戦を控えた木村の疲労なども考慮しなければいけないが、高校生の天心が世界王者とテクニックで互角以上に渡り合っていたのをこの目で見ただけに、天心への期待は大きい」と評価している。
日本人歴代2位の世界王座12連続防衛中だったWBC世界バンタム級王者山中慎介は「葛西トレーナーも言ってましたが、ボクシングでもすぐに世界王者になれるセンスがあるのでボクシングでも是非とも見たい。ハンドスピード、パンチ力、当て勘、気持ちの強さ、若さ、勢い、全てを18歳で持ち合わせていてエグい」「天心くんは左ストレートも凄いけど、アッパーも上手い。元IBF世界フライ級王者アムナット・ルエンロンをKOしたボディへのアッパーフックをよく打ってるのを見るけど、あれは僕でも打てない。あのパンチはボクシングルールでもサウスポーの選手が打つと絶対に有効なので、あのパンチを僕にちょうだい(笑)」と評価している。
元WBC・WBA世界ミニマム級王者で大橋ボクシングジム会長の大橋秀行も那須川のボクシングの才能を認める一人で、「那須川選手は強いですね。ボクシングをやっても世界王者になれますね。これまでプロ3戦目での世界王者というのが最速記録なんですが、それを破れるとしたら那須川選手がボクシングをやった時じゃないですかね」と評価している。
実際に那須川は、プロ2，3戦目の頃からボクシングのトレーニングに通ってる帝拳ジムから、契約金を提示されて「うちに預ければ世界チャンピオンにしてみせます」とボクシング転向をオファーされたことがあるが、日本ボクシングコミッションは他のプロ格闘技選手に掛け持ちでのライセンス発行を認めていないため、キックボクシングと並行して日本国内でプロボクシングの試合に出場する事は不可能な事もあり、「僕はキックに憧れてキックを始めた。ボクシングをやらないのと言われた事もありますが、そっちに行ったら逃げだと思った。だからキック以外をやりたいとは思わなかった」とキックボクシングへの愛着を貫いた。しかし、プロキックボクサーになった後もプロボクシング転向の勧誘に加え、アマチュアボクシングで東京五輪を目指すオファーもされている。
2018年9月8日よりAbema TVで放送を開始した自身がレギュラー出演する『VS那須川天心 2ndシーズン』では、「日本でキックボクシングとボクシングの両方をやれるのが一番の理想です。それ以前にボクシング界から『ぜひ出てくれ』と言われるまでになれればいいかなと。そうなれるように頑張りたいですね。何をやっても強いって、すごいじゃないですか。両方でチャンピオンになれれば、すごく夢がありますよね」 と語るなどキックと並行してボクシングへの参戦に意欲的であり、上述の日本でキックとの掛け持ちが認められていない現状を考慮して「日本ではキック、海外ではボクシングをやっていきたい」とコメントしている。
さまざまな団体からのオファーはあるものの、本人は一貫してキックボクシングへの愛着を第一にしている。RIZINで総合格闘技ルール初挑戦した事についても「RIZINでの僕の試合をテレビで見て知った人達は自分の事をMMAファイターだと思っているので、『キックの方がやっぱり凄いな』って思わせたいですね」 と語る。
その上で将来的な他競技転向について「22～23歳までにキックに専念してキックを制覇したい。それ以降にボクシングやUFCに行く事も考えたい」「今は一番やりたいのはキックボクシングをメジャーにすることなんですけど、いろんなところから声がかかっているんで、若いんでいろんな道があるんですけど、MMAも考えてますし、キックも、ボクシングも考えていますし、この先の格闘技界がどうなっていくかわからないので、それ次第でその道に進みたいなと思っています」 とキックを第一にしながらも含みを持たせていたが、2022年に帝拳ボクシングジムに入門。2023年2月9日にはプロテストに合格し、正式にボクシングに転向した。

## 戦績

### プロボクシング
| プロボクシング 戦績 | プロボクシング 戦績 | プロボクシング 戦績 | プロボクシング 戦績 | プロボクシング 戦績 | プロボクシング 戦績 | プロボクシング 戦績 |
| ------------------- | ------------------- | ------------------- | ------------------- | ------------------- | ------------------- | ------------------- |
| 7 試合              | (T)KO               | 判定                | その他              | 引き分け            | 無効試合            |                     |
| 7 勝                | 2                   | 5                   | 0                   | 0                   | 0                   |                     |
| 0 敗                | 0                   | 0                   | 0                   | 0                   | 0                   |                     |

| 戦           | 日付           | 勝敗 | 時間    | 内容    | 対戦相手                 | 国籍           | 備考                                      |
| ------------ | -------------- | ---- | ------- | ------- | ------------------------ | -------------- | ----------------------------------------- |
| 1            | 2023年4月8日   | ☆    | 6R      | 判定3-0 | 与那覇勇気（真正）       | 日本           | プロデビュー戦                            |
| 2            | 2023年9月18日  | ☆    | 8R      | 判定3-0 | ルイス・グスマン         | メキシコ       |                                           |
| 3            | 2024年1月23日  | ☆    | 3R 終了 | TKO     | ルイス・ロブレス         | メキシコ       |                                           |
| 4            | 2024年7月20日  | ☆    | 3R 1:49 | TKO     | ジョナサン・ロドリゲス   | アメリカ合衆国 |                                           |
| 5            | 2024年10月14日 | ☆    | 10R     | 判定3-0 | ジェルウィン・アシロ     | フィリピン     | WBOアジアパシフィックバンタム級王座決定戦 |
| 6            | 2025年2月24日  | ☆    | 10R     | 判定3-0 | ジェイソン・モロニー     | オーストラリア |                                           |
| 7            | 2025年6月8日   | ☆    | 10R     | 判定3-0 | ビクター・サンティリャン | ドミニカ共和国 |                                           |
| テンプレート |                |      |         |         |                          |                |                                           |

### エキシビションボクシング
| 戦           | 日付           | 勝敗 | 時間    | 内容     | 対戦相手                         | 国籍           | 備考     |
| ------------ | -------------- | ---- | ------- | -------- | -------------------------------- | -------------- | -------- |
| 1            | 2018年12月31日 | ★    | 1R 2:19 | TKO      | フロイド・メイウェザー・ジュニア | アメリカ合衆国 | RIZIN.14 |
| 2            | 2019年5月18日  | △    | 3R      | 判定なし | テーパリット・ジョウジム         | タイ           |          |
| 3            | 2019年5月18日  | △    | 3R      | 判定なし | 藤崎美樹                         | 日本           |          |
| 4            | 2019年6月22日  | △    | 3R      | 判定なし | 亀田興毅                         | 日本           |          |
| 5            | 2021年12月31日 | △    | 2R      | 判定なし | 五味隆典                         | 日本           | RIZIN.33 |
| テンプレート |                |      |         |          |                                  |                |          |

### プロキックボクシング
| キックボクシング 戦績 | キックボクシング 戦績 | キックボクシング 戦績 | キックボクシング 戦績 | キックボクシング 戦績 | キックボクシング 戦績 | キックボクシング 戦績 |
| --------------------- | --------------------- | --------------------- | --------------------- | --------------------- | --------------------- | --------------------- |
| 42 試合               | (T)KO                 | 判定                  | その他                | 引き分け              | 無効試合              |                       |
| 42 勝                 | 28                    | 14                    | 0                     | 0                     | 0                     |                       |
| 0 敗                  | 0                     | 0                     | 0                     | 0                     | 0                     |                       |

| 勝敗 | 対戦相手                               | 試合結果                                     | 大会名                                                                                        | 開催年月日     |
| ○    | 武尊                                   | 3分3R終了 判定5-0                            | THE MATCH 2022                                                                                | 2022年6月19日  |
| ○    | 風音                                   | 3分3R終了 判定2-0                            | RISE ELDORADO 2022                                                                            | 2022年4月2日   |
| ○    | 鈴木真彦                               | 3分3R終了 判定3-0                            | RISE WORLD SERIES 2021 YOKOHAMA                                                               | 2021年9月23日  |
| ○    | 志朗                                   | 3分3R終了 判定3-0                            | RISE ELDORADO 2021                                                                            | 2021年2月28日  |
| ○    | クマンドーイ・ペットジャルーンウィット | 3分3R終了 判定3-0                            | RIZIN.26                                                                                      | 2020年12月31日 |
| ○    | 裕樹                                   | 2R 2:56 TKO（跳び膝蹴り）                    | RISE DEAD OR ALIVE OSAKA                                                                      | 2020年11月1日  |
| ○    | 皇治                                   | 3分3R終了 判定3-0                            | RIZIN.24                                                                                      | 2020年9月27日  |
| ○    | 笠原友希                               | 1R 1:30 KO（3ダウン：右フック）              | RISEonABEMA                                                                                   | 2020年7月12日  |
| ○    | 江幡塁                                 | 1R 2:46 KO（3ダウン）                        | RIZIN.20                                                                                      | 2019年12月31日 |
| ○    | 志朗                                   | 3分3R終了 判定3-0                            | RISE WORLD SERIES 2019 Final Round 【RISE WORLD SERIES 2019 -58kg Tournament 決勝】           | 2019年9月16日  |
| ○    | スアキム・PKセンチャイムエタイジム     | 3R 1:13 TKO（ドクターストップ）              | RISE WORLD SERIES 2019 Semi Final Round 【RISE WORLD SERIES 2019 -58kg Tournament 準決勝】    | 2019年7月21日  |
| ○    | マーティン・ブランコ                   | 2R 2:19 KO（3ダウン）                        | RIZIN.16 【ISKA世界フェザー級王座決定戦】                                                     | 2019年6月2日   |
| ○    | フリッツ・ビアグタン                   | 3R 1:24 TKO（レフェリーストップ）            | RIZIN.15                                                                                      | 2019年4月21日  |
| ○    | フェデリコ・ローマ                     | 3R 1:35 KO（左ハイキック）                   | RISE WORLD SERIES 2019 1st Round 【RISE WORLD SERIES 2019 -58kg Tournament 1回戦】            | 2019年3月10日  |
| ○    | 内藤大樹                               | 1R 1:59 KO（3ダウン）                        | RISE 129                                                                                      | 2018年11月17日 |
| ○    | 堀口恭司                               | 3分3R終了 判定3-0                            | RIZIN.13                                                                                      | 2018年9月30日  |
| ○    | ロッタン・ジットムアンノン             | 3分5R+延長1R終了 判定3-0                     | RISE 125 【初代RISE世界フェザー級王座決定戦】                                                 | 2018年6月17日  |
| ○    | 中村優作                               | 2R 1:42 KO（3ダウン）                        | RIZIN.10                                                                                      | 2018年5月6日   |
| ○    | スアキム・PKセンチャイムエタイジム     | 3分5R終了 判定3-0                            | KNOCK OUT FIRST IMPACT                                                                        | 2018年2月12日  |
| ○    | 藤田大和                               | 1R 1:27 KO（3ダウン：左ストレート→左膝蹴り） | RIZIN FIGHTING WORLD GRAND-PRIX 2017 Final ROUND 【RIZIN KICK ワンナイトトーナメント 決勝】   | 2017年12月31日 |
| ○    | 浜本"キャット"雄大                     | 2R 1:58 KO（跳び膝蹴り）                     | RIZIN FIGHTING WORLD GRAND-PRIX 2017 Final ROUND 【RIZIN KICK ワンナイトトーナメント 準決勝】 | 2017年12月31日 |
| ○    | イグナシオ・カプロンチ                 | 3R 1:15 KO（膝蹴り）                         | RISE 121                                                                                      | 2017年11月23日 |
| ○    | ウィサンレック・MEIBUKAI               | 3R 2:45 TKO（ドクターストップ）              | KNOCK OUT vol.4                                                                               | 2017年8月20日  |
| ○    | ライアン・シェーハン                   | 1R 1:12 KO（左ボディストレート）             | RISE 117 【ISKAオリエンタルルール世界バンタム級タイトルマッチ】                               | 2017年5月20日  |
| ○    | アムナット・ルエンロン                 | 4R 2:39 KO（左ボディフック）                 | KNOCK OUT vol.1                                                                               | 2017年2月12日  |
| ○    | ワンチャローン・PKセンチャイジム       | 1R 2:23 KO（左バックスピンキック）           | KNOCK OUT vol.0                                                                               | 2016年12月5日  |
| ○    | 村越優汰                               | 3分5R終了 判定2-0                            | RISE 113 【RISEバンタム級タイトルマッチ】                                                     | 2016年9月25日  |
| ○    | リン・ビン                             | 1R 1:10 KO（膝蹴り）                         | KUNLUN FIGHT 49×REBELS.45                                                                     | 2016年8月7日   |
| ○    | タリック・トッツ                       | 2R 1:49 KO（三日月蹴り）                     | RISE 111                                                                                      | 2016年5月29日  |
| ○    | フレッド・コルデイロ                   | 3分5R終了 判定3-0                            | RISE 110 【ISKAオリエンタルルール世界バンタム級王座決定戦】                                   | 2016年3月26日  |
| ○    | 宮元啓介                               | 2R 0:26 KO（左飛び膝蹴り）                   | NO KICK NO LIFE 2016                                                                          | 2016年3月12日  |
| ○    | マノリス・カリシス                     | 3分3R終了 判定3-0                            | RISE 109                                                                                      | 2016年1月31日  |
| ○    | マイク・アラモス                       | 1R 1:31 KO（膝蹴り）                         | RISE 108                                                                                      | 2015年11月8日  |
| ○    | 内藤大樹                               | 1R 1:41 KO（左ストレート）                   | BLADE.2 【BLADE FC JAPAN CUP -55kgトーナメント2015 決勝】                                     | 2015年8月1日   |
| ○    | 小笠原裕典                             | 3R 0:44 KO（左フック）                       | BLADE.2 【BLADE FC JAPAN CUP -55kgトーナメント2015 準決勝】                                   | 2015年8月1日   |
| ○    | 鈴木真彦                               | 1R 1:46 KO（左フック）                       | BLADE.2 【BLADE FC JAPAN CUP -55kgトーナメント2015 1回戦】                                    | 2015年8月1日   |
| ○    | 村越優汰                               | 2R 1:31 KO（パンチ連打）                     | RISE 105 【RISEバンタム級タイトルマッチ】                                                     | 2015年5月31日  |
| ○    | 藤本昌大                               | 1R 2:06 KO（左フック）                       | RISE 104                                                                                      | 2015年3月21日  |
| ○    | キム・ジンミン                         | 1R 1:40 KO（左膝蹴り）                       | BLADE 1-BLADE FIGHTING CHAMPIONSHIP-BLADE FC JAPAN -61kg                                      | 2014年12月29日 |
| ○    | 九島亮                                 | 3分3R終了 判定3-0                            | RISE 102                                                                                      | 2014年11月16日 |
| ○    | アレクサンドロ・ヒデオ                 | 1R 2:42 KO（左膝蹴り）                       | RISE 101                                                                                      | 2014年9月28日  |
| ○    | 有松朝                                 | 1R 0:58 KO（左ハイキック）                   | RISE 100〜BLADE 0〜                                                                           | 2014年7月12日  |

### エキシビションキックボクシング
| 勝敗 | 対戦相手                               | 試合結果           | 大会名                            | 開催年月日     |
| △    | 寺戸伸近                               | 3分1R終了 判定なし | RISE 162                          | 2022年10月30日 |
| △    | 大﨑孔稀、HIROYA、所英男               | 3分3R終了 判定なし | RIZIN.28                          | 2021年6月13日  |
| △    | 安斎宙                                 | 3分1R終了 判定なし | RISE NORTH                        | 2019年11月10日 |
| ○    | 門口佳佑                               | 2分3R終了 判定3-0  | Abema TV VS "那須川天心"          | 2018年5月26日  |
| △    | 野辺広大                               | 3分1R終了 判定なし | RISE 119                          | 2017年9月15日  |
| △    | 石井宏樹                               | 3分1R終了 判定なし | ROAD TO KNOCK OUT.1               | 2017年5月10日  |
| △    | 石井一成&裕樹 （パートナー：花田元誓） | 3分2R終了 判定なし | RISE WEST.6                       | 2016年7月3日   |
| △    | 秋元皓貴                               | 2分2R終了 判定なし | ビッグバン〜統一への道〜 其の十二 | 2013年2月24日  |

### プロ総合格闘技
| 総合格闘技 戦績 | 総合格闘技 戦績 | 総合格闘技 戦績 | 総合格闘技 戦績 | 総合格闘技 戦績 | 総合格闘技 戦績 | 総合格闘技 戦績 |
| --------------- | --------------- | --------------- | --------------- | --------------- | --------------- | --------------- |
| 4 試合          | (T)KO           | 一本            | 判定            | その他          | 引き分け        | 無効試合        |
| 4 勝            | 2               | 1               | 1               | 0               | 0               | 0               |
| 0 敗            | 0               | 0               | 0               | 0               | 0               | 0               |

| 勝敗 | 対戦相手                     | 試合結果                             | 大会名                                                                | 開催年月日     |
| ○    | 藤田大和                     | 5分3R終了 判定3-0                    | RIZIN FIGHTING WORLD GRAND-PRIX 2017 1st ROUND -秋の陣-               | 2017年10月15日 |
| ○    | フランチェスコ・ギリオッティ | 1R 1:07 TKO（左ストレート→パウンド） | RIZIN 2017 in YOKOHAMA -SAKURA-                                       | 2017年4月16日  |
| ○    | カウイカ・オリージョ         | 2R 0:37 ニンジャチョーク             | RIZIN FIGHTING WORLD GRAND-PRIX 2016 無差別級トーナメント FINAL ROUND | 2016年12月31日 |
| ○    | ニキータ・サプン             | 1R 2:47 KO（パウンド）               | RIZIN FIGHTING WORLD GRAND-PRIX 2016 無差別級トーナメント 2nd ROUND   | 2016年12月29日 |

### ミックスルール（プロキックボクシング・プロ総合格闘技）
| 勝敗 | 対戦相手     | 試合結果                   | 大会名                                                  | 開催年月日    |
| ○    | 才賀紀左衛門 | 1R 1:36 KO（左ストレート） | RIZIN FIGHTING WORLD GRAND-PRIX 2017 1st ROUND -夏の陣- | 2017年7月30日 |

## 獲得タイトル
- 極真空手（松井派）
  - 2009国際青少年空手道選手権大会10歳男子－40kgの部　優勝
- アマチュアキックボクシング
  - KAMINARIMON-35kg級王者
  - Bigbang 50kg級王者
  - Bigbang 60kg級王者
  - 全世界アマチュアムエタイ金メダル
  - ムエロークジュニアトーナメント 2010 優勝
  - M-1ムエタイチャレンジ40kg級王者
  - M-1ムエタイチャレンジ45kg級王者
  - M-1ムエタイチャレンジ50kg級王者
  - 初代MAキック Jr. 42kg級王者
  - 藤原敏男杯 2012 全国大会 50kg級 優勝
  - 藤原敏男杯 2013 全国大会 55kg級 優勝
  - その他多数
- プロキックボクシング
  - 第6代RISEバンタム級王座
  - BLADE FC JAPAN CUP -55kgトーナメント2015 優勝
  - ISKAオリエンタルルール世界バンタム級王座（2016年）
  - RIZIN KICK ワンナイトトーナメント2017 優勝
  - 初代RISE世界フェザー級王座
  - ISKAフリースタイルルール世界フェザー級王座（2019年）
  - RISE WORLD SERIES 2019 -58kg Tournament 優勝（2019年）
- プロボクシング
  - WBOアジアパシフィックバンタム級王座（防衛0=返上）

## 受賞歴
- プロ・アマチュア年間表彰（プロボクシング部門）
  - 新鋭賞（2023年）[153]
- GQ Men of the Year
  - ベスト・スポーツマンオブ・ザ・イヤー賞（2022年）[154]
- 日刊バトル大賞
  - MVP
    - 格闘技部門（2020年、2022年）[155][156]

## 著書
- 覚醒（クラーケン出版、2017年12月）[157]

## 出演

### テレビドラマ
- あのクズを殴ってやりたいんだ（2024年10月8日 - 12月10日、TBS）[158]

### Web番組
- VS那須川天心 （2018年3月3日 - 6月30日、AbemaTV格闘チャンネル、土曜21:00 - 21:30）
- VS那須川天心 2ndシーズン （2018年9月1日 - 、AbemaTV格闘チャンネル、土曜21:30 - 22:00）
- 風雲!たけし城（2023年4月28日、Amazon Prime Video）

### ラジオ番組
- SCALP D presents 那須川天心のかんきもラジオ（2025年4月1日 - 、TBSラジオ）[159]

### CM
- AKRacing（2017年10月14日 - ）[160]
- CygamesコーポレートCM（2017年12月15日 - ）[161][162][163]
- サントリー食品インターナショナル「ZONe」（2022年3月23日 - ）[164]
- アンファー「スカルプD NEXTプロテイン5」（2023年12月6日 - ）[165]

### ミュージック・ビデオ
- ちゃんみな「WORK HARD」（2025年）[166]